# Јона (река)
Јона (фр. Yonne) је река у Француској. Дуга је 292 km. Улива се у Сену. 